# Бијела (Херцег Нови)
Бијела је градско насеље у општини Херцег Нови у Црној Гори. Према попису из 2023. било је 3.460 становника.

## Географија
Бијела се налази у Боки которској на путу између Каменара и Херцег Новог.

## Историја
На овом месту се налази бродоградилиште још од доба Твртка I Котроманића, који је основао Херцег Нови. Мајстори су обучавани у школама на Корчули. данас бродоградилиште се углавном бави поправкама бродова. Модерно бродоградилиште изграђено је током 1927. године на рту Пијавици, а градња је финансирана од прилога богатих Бијељана. Међу добротворима био је и краљ Александар Карађорђевић. Зато се два главна пута уз обалу мора данас зову Обала бијелских добротвора и Обала краља Александра.
Дом удружења пензионисаних официра и војних чиновника освећен је 3. јула 1935.

## Демографија
У насељу Бијела живи 2788 пунолетних становника, а просечна старост становништва износи 36,0 година (35,2 код мушкараца и 36,7 код жена). У насељу има 1179 домаћинстава, а просечан број чланова по домаћинству је 3,06.
Становништво у овом насељу веома је хетерогено, а у последња три пописа, примећен је пораст у броју становника.
|  |

| Демографија | Демографија | Демографија |
| Година      | Становника  | Становника  |
| ----------- | ----------- | ----------- |
|             |             |             |
|             |             |             |
|             |             |             |
|             |             |             |
| 1948.       | 911         |             |
| 1953.       | 1.122       |             |
| 1961.       | 1.369       |             |
| 1971.       | 1.710       |             |
| 1981.       | 2.395       |             |
| 1991.       | 3.084       | 3.029       |
| 2003.       | 3.869       | 3.748       |
|             |             |             |
|             |             |             |

| Етнички састав према попису из 2003.‍ | Етнички састав према попису из 2003.‍ | Етнички састав према попису из 2003.‍ | Етнички састав према попису из 2003.‍ | Етнички састав према попису из 2003.‍ |
| ------------------------------------ | ------------------------------------ | ------------------------------------ | ------------------------------------ | ------------------------------------ |
|                                      |                                      |                                      |                                      |                                      |
| Срби                                 | Срби                                 |                                      | 1.774                                | 47,33%                               |
| Црногорци                            | Црногорци                            |                                      | 1.332                                | 35,53%                               |
| Хрвати                               | Хрвати                               |                                      | 60                                   | 1,60%                                |
| Муслимани                            | Муслимани                            |                                      | 35                                   | 0,93%                                |
| Југословени                          | Југословени                          |                                      | 28                                   | 0,74%                                |
| Роми                                 | Роми                                 |                                      | 16                                   | 0,42%                                |
| Македонци                            | Македонци                            |                                      | 15                                   | 0,40%                                |
| Словенци                             | Словенци                             |                                      | 12                                   | 0,32%                                |
| Руси                                 | Руси                                 |                                      | 8                                    | 0,21%                                |
| Мађари                               | Мађари                               |                                      | 4                                    | 0,10%                                |
| Бошњаци                              | Бошњаци                              |                                      | 3                                    | 0,08%                                |
| Немци                                | Немци                                |                                      | 2                                    | 0,05%                                |
| Италијани                            | Италијани                            |                                      | 2                                    | 0,05%                                |
| непознато                            | непознато                            |                                      | 11                                   | 0,29%                                |

| \| \| м \| \| \| ж \| \| ? \| 9 \| \| \| 17 \| \| 80+ \| 23 \| \| \| 37 \| \| 75—79 \| 29 \| \| \| 51 \| \| 70—74 \| 60 \| \| \| 61 \| \| 65—69 \| 87 \| \| \| 91 \| \| 60—64 \| 71 \| \| \| 90 \| \| 55—59 \| 97 \| \| \| 96 \| \| 50—54 \| 127 \| \| \| 148 \| \| 45—49 \| 143 \| \| \| 151 \| \| 40—44 \| 106 \| \| \| 141 \| \| 35—39 \| 124 \| \| \| 118 \| \| 30—34 \| 101 \| \| \| 131 \| \| 25—29 \| 121 \| \| \| 149 \| \| 20—24 \| 140 \| \| \| 142 \| \| 15—19 \| 165 \| \| \| 151 \| \| 10—14 \| 140 \| \| \| 134 \| \| 5—9 \| 130 \| \| \| 134 \| \| 0—4 \| 119 \| \| \| 114 \| \| Просек : \| 131 \| \| \| 9 \| |     |  |  |     |
| |     |  |  |     |
| | м   |  |  | ж   |
| ? | 9   |  |  | 17  |
| 80+ | 23  |  |  | 37  |
| 75—79 | 29  |  |  | 51  |
| 70—74 | 60  |  |  | 61  |
| 65—69 | 87  |  |  | 91  |
| 60—64 | 71  |  |  | 90  |
| 55—59 | 97  |  |  | 96  |
| 50—54 | 127 |  |  | 148 |
| 45—49 | 143 |  |  | 151 |
| 40—44 | 106 |  |  | 141 |
| 35—39 | 124 |  |  | 118 |
| 30—34 | 101 |  |  | 131 |
| 25—29 | 121 |  |  | 149 |
| 20—24 | 140 |  |  | 142 |
| 15—19 | 165 |  |  | 151 |
| 10—14 | 140 |  |  | 134 |
| 5—9 | 130 |  |  | 134 |
| 0—4 | 119 |  |  | 114 |
| Просек : | 131 |  |  | 9   |

| Број домаћинстава према пописима из периода 1948—2003. | Број домаћинстава према пописима из периода 1948—2003. | Број домаћинстава према пописима из периода 1948—2003. | Број домаћинстава према пописима из периода 1948—2003. | Број домаћинстава према пописима из периода 1948—2003. | Број домаћинстава према пописима из периода 1948—2003. | Број домаћинстава према пописима из периода 1948—2003. | Број домаћинстава према пописима из периода 1948—2003. |
| Година пописа                                          | 1948.                                                  | 1953.                                                  | 1961.                                                  | 1971.                                                  | 1981.                                                  | 1991.                                                  | 2003.                                                  |
| ------------------------------------------------------ | ------------------------------------------------------ | ------------------------------------------------------ | ------------------------------------------------------ | ------------------------------------------------------ | ------------------------------------------------------ | ------------------------------------------------------ | ------------------------------------------------------ |
| Број домаћинстава                                      | 230                                                    | 283                                                    | 376                                                    | 460                                                    | 643                                                    | 842                                                    | 1.189                                                  |

| Број домаћинстава по броју чланова према попису из 2003. | Број домаћинстава по броју чланова према попису из 2003. | Број домаћинстава по броју чланова према попису из 2003. | Број домаћинстава по броју чланова према попису из 2003. | Број домаћинстава по броју чланова према попису из 2003. | Број домаћинстава по броју чланова према попису из 2003. | Број домаћинстава по броју чланова према попису из 2003. | Број домаћинстава по броју чланова према попису из 2003. | Број домаћинстава по броју чланова према попису из 2003. | Број домаћинстава по броју чланова према попису из 2003. | Број домаћинстава по броју чланова према попису из 2003. | Број домаћинстава по броју чланова према попису из 2003. |
| Број чланова                                             | 1                                                        | 2                                                        | 3                                                        | 4                                                        | 5                                                        | 6                                                        | 7                                                        | 8                                                        | 9                                                        | 10 и више                                                | Просек                                                   |
| -------------------------------------------------------- | -------------------------------------------------------- | -------------------------------------------------------- | -------------------------------------------------------- | -------------------------------------------------------- | -------------------------------------------------------- | -------------------------------------------------------- | -------------------------------------------------------- | -------------------------------------------------------- | -------------------------------------------------------- | -------------------------------------------------------- | -------------------------------------------------------- |
| Број домаћинстава                                        | 1.179                                                    | 200                                                      | 239                                                      | 270                                                      | 309                                                      | 108                                                      | 37                                                       | 9                                                        | 6                                                        | 1                                                        | 0                                                        |

| Пол    | Укупно | Неожењен/Неудата | Ожењен/Удата | Удовац/Удовица | Разведен/Разведена | Непознато |
| ------ | ------ | ---------------- | ------------ | -------------- | ------------------ | --------- |
| Мушки  | 1.403  | 488              | 833          | 33             | 31                 | 18        |
| Женски | 1.574  | 403              | 883          | 213            | 51                 | 24        |
| УКУПНО | 2.977  | 891              | 1.716        | 246            | 82                 | 42        |

| Пол    | Укупно                    | Пољопривреда, лов и шумарство | Рибарство                            | Вађење руде и камена | Прерађивачка индустрија       |
| ------ | ------------------------- | ----------------------------- | ------------------------------------ | -------------------- | ----------------------------- |
| Мушки  | 603                       | 2                             | 2                                    | 1                    | 304                           |
| Женски | 494                       | 0                             | 0                                    | 1                    | 73                            |
| Укупно | 1.097                     | 2                             | 2                                    | 2                    | 377                           |
|        |                           |                               |                                      |                      |                               |
| Пол    | Производња и снабдевање   | Грађевинарство                | Трговина                             | Хотели и ресторани   | Саобраћај, складиштење и везе |
| Мушки  | 10                        | 16                            | 62                                   | 35                   | 43                            |
| Женски | 2                         | 1                             | 133                                  | 33                   | 16                            |
| Укупно | 12                        | 17                            | 195                                  | 68                   | 59                            |
|        |                           |                               |                                      |                      |                               |
| Пол    | Финансијско посредовање   | Некретнине                    | Државна управа и одбрана             | Образовање           | Здравствени и социјални рад   |
| Мушки  | 1                         | 4                             | 57                                   | 14                   | 23                            |
| Женски | 5                         | 28                            | 21                                   | 47                   | 90                            |
| Укупно | 6                         | 32                            | 78                                   | 61                   | 113                           |
|        |                           |                               |                                      |                      |                               |
| Пол    | Остале услужне активности | Приватна домаћинства          | Екстериторијалне организације и тела | Непознато            | Непознато                     |
| Мушки  | 14                        | 0                             | 0                                    | 15                   | 15                            |
| Женски | 32                        | 1                             | 0                                    | 11                   | 11                            |
| Укупно | 46                        | 1                             | 0                                    | 26                   | 26                            |

## Цркве у Бијелој
- Црква Риза Богородице (Настанак цркве, првобитно изграђене на овом месту, везује се за XII век, период ране романике, мада није искључено ни да је старија. Делови зидова старе цркве са темељима презентирани су на врло прикладан начин у садашњој, па се могу видети преко застакљеног окна, постављеног у нивоу пода постојеће цркве. Стара апсида изнутра је осликана фрескама византијског стила, насталим крајем XII или почетком XII века и представља највећу знаменитост цркве Ризе Богородице).
- Црква Св. Госпођа из XVIII века.
- Католичка црква Св. Петра (На прочелном зиду ове црквице уграђене су сполије са старијег објекта. Фрагменти са текстом и декоративном пластиком осветљавају време краткотрајне доминације франачке државе на овим просторима, око 805. године, када је дошло до подизања првог бенедиктинског самостана, који су порушили Монголи 1242. године. По досадашњим налазима црква Св. Петра подигнута је на месту где се некада налазио бенедиктински манастир)
- Црква Св. Врачи — саграђена 1904. год.
- Црква Св. Петра — на брду Клин.